# 锐齿花楸
锐齿花楸（学名：Sorbus arguta）是蔷薇科花楸属的植物，为中国的特有植物。分布在中国大陆的四川、云南等地，多生长在杂木林中，目前尚未由人工引种栽培。